# Kleiner Sonnenröschen-Bläuling

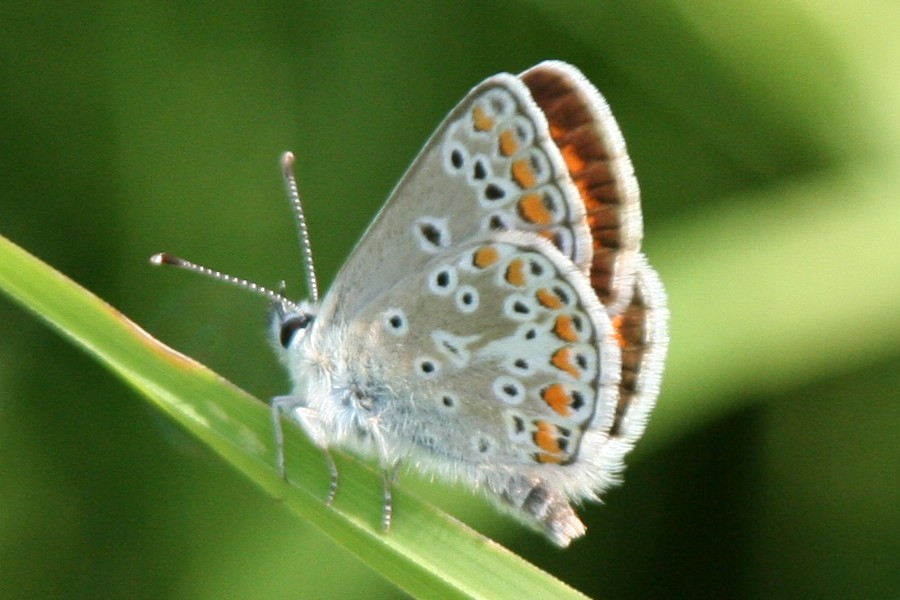
Flügelunterseiten

Der Kleine Sonnenröschen-Bläuling (Aricia agestis), auch Dunkelbrauner Bläuling oder Heidenwiesenbräunling genannt, ist ein Schmetterling (Tagfalter) aus der Familie der Bläulinge (Lycaenidae).

## Merkmale
Die Falter erreichen eine Flügelspannweite von 22 bis 27 Millimetern. Sie haben dunkelbraune Flügeloberseiten, wobei sowohl auf den Vorder- als auch auf den Hinterflügeln deutlich orangefarbene Randflecken sichtbar sind. Die Flügelunterseiten beider Flügelpaare sind hell graubraun. Auf ihnen sind schwarze, hell umrandete Punkte und breite, orange gefärbte Flecken, die in einer Binde angeordnet sind, zu erkennen.
Eine sichere Abgrenzung zur Zwillingsart Aricia artaxerxes ist aufgrund der Flügelmusterung kaum möglich, da es fließende Übergänge gibt. Auch eine Genitaluntersuchung bringt keine Sicherheit, da sich die beiden Arten kaum unterscheiden. Ökologische Kriterien sind für die Artbestimmung viel sicherer. So schließen sich zum Beispiel in der Schweiz die beiden Verbreitungsareale fast vollständig aus.
Die Raupen werden ca. 13 Millimeter lang. Sie sind gelbgrün gefärbt und haben sowohl auf den Seiten als auch am Rücken rosa bzw. rötliche Längslinien. Die am Rücken kann auch ganz fehlen.

### Ähnliche Arten
- Großer Sonnenröschen-Bläuling (Aricia artaxerxes)

## Vorkommen
Die Tiere kommen in Nordafrika, Süd- und Mitteleuropa, der Türkei, dem Mittleren Osten und Sibirien bis einschließlich des Amur weit verbreitet vor. Sie leben bis in eine Höhe von 1.700 Metern. Sie sind in Mitteleuropa aber selten.
Sie leben in warmen, sonnigen und trockenen Gebieten, wie z. B. auf Trockenrasen, an sonnigen Waldrändern oder in Sandgruben.

## Genetik
Die Genome von zwei männlichen Exemplaren des Bläulings Aricia agestis ergaben sequenziert 435,3 Mb (Megabasen) bzw. 437,4 Mb. Die Sequenzen wurden in silico 23 Großmolekülen zugeordnet. Sie entsprechen dem mikroskopisch festgestellten haploiden Chromosomensatz 1n = 23.
Das geschlechtsbestimmende Element wird das Z-Chromosom als Nummer 23 gezählt. Die 22 Autosomen sind nach abnehmender Größe geordnet. Insgesamt wurden 12.688 bzw. 12.654 proteincodierende Gene festgestellt.
Die Daten sind abgelegt im European Nucleotide Archive und zugänglich unter der Nummer PRJEB42115.

## Entwicklung
Die weiblichen Falter legen die befruchteten Eier einzeln auf Blüten oder Stängel der Futterpflanzen.
Nach dem Schlupf aus dem Ei folgen mehrere  Larvenstadien. Die Raupen ernähren sich in erster Linie von Gelbem Sonnenröschen (Helianthemum nummularium), aber auch von Kleinem Storchschnabel (Geranium pusillum) und Reiherschnabel (Erodium cicutarium). Die jungen Raupen fressen nur von den Unterseiten der Blätter, die größeren Raupen fressen sie vollständig. Spätentwickelte Raupen können überwintern.
Auf das letzte Larvenstadium folgt die Verpuppung. Nach der körperlichen Umwandlung in der Puppe schlüpfen die Falter.
In nördlichen, kälteren Regionen ist von Juni bis Juli eine Flugperiode zu beobachten. Erlaubt das Klima zwei Perioden, schlüpfen Falter von Mai bis Juni und von Juli bis September. Nur unter guten Bedingungen fliegen die Imagines manchmal in drei Generationen zwischen April und Oktober. Dies trifft aber nur auf Südeuropa und sehr warme Gebiete zu.

## Gefährdung und Schutz
- Rote Liste BRD: V (auf der Vorwarnliste).[1]